# Internet Content Rating Association
Die Internet Content Rating Association (ICRA) war eine unabhängige, internationale Non-Profit-Organisation, die ein Filtersystem zum Jugendschutz von Internet-Inhalten (en: content) zur Verfügung stellte, um Kinder vor potentiell schädigenden Inhalten zu schützen.
ICRA war zunächst in das in Washington DC (USA) und Brighton (Großbritannien) beheimatete Family Online Safety Institute (FOSI) aufgegangen. FOSI stellte die aktive Unterstützung für das mit ICRA bezeichnete Label-Format für Websites in der Praxis schrittweise ein, ohne dieses offiziell zu beenden. Im Oktober 2010 wurden die ICRA-Websites vom Netz genommen. Dennoch verbreitet sich das ICRA-Label weiterhin international auf Websites von Anbietern, die für Minderjährige potentiell nicht geeignete Inhalte im Internet veröffentlichen.
ICRA wurde von der Kommission für Jugendmedienschutz (KJM) als Modellversuch zugelassen, der Modellversuch ist gescheitert. Gegründet wurde ICRA von Onlinedienstleistern wie der Bertelsmann Stiftung, Microsoft, AOL, T-Online und Verizon.

## Kennzeichnungsvorgang
Um eine Webseite mit dem ICRA-Label kennzeichnen zu dürfen, musste der Webmaster einen Online-Fragenkatalog hinsichtlich jugendschutzrelevanter Inhalte ausfüllen. ICRA erstellte daraufhin einen kleinen HTML-Code (Meta-Tag), der vom Webmaster in den Quelltext der Seite eingefügt wurde (self labeling).